# Ipomoea cuprinacoma
Ipomoea cuprinacoma es una especie fanerógama de la familia Convolvulaceae.

## Clasificación y descripción de la especie
Liana más o menos leñosa, a veces postrada, perenne; tallo de hasta 7 cm de diámetro en la base, glabro o pubescente; hoja anchamente ovada a suborbicular, de (4.5)7 a 14(19) cm de largo, de (4)6 a 9.5(14) cm de ancho; inflorescencias con 1 a 5 flores; sépalos desiguales, de 5.5 a 12 mm de largo, ovados, ampliamente ovados a suborbiculares; corola con forma de embudo (infundibuliforme), de 5.5 a 7.5(9) cm de largo, blanca, la garganta purpúrea; el fruto es una cápsula ovoide, de 1 a 1.7(2) cm de largo, con 4 semillas, triangular-elipsoides, de 8 a 12 mm de largo.

## Distribución de la especie
Se distribuye entre el Faja Volcánica Transmexicana y el Altiplano Mexicano, así como en la Depresión del Balsas, en los estados de Jalisco, Michoacán y Guerrero.

## Ambiente terrestre
Se desarrolla en bosque tropical caducifolio le encuentra en altitudes que van de 1000 a 2000 m s.n.m. Se le ha colectado en floración de julio a septiembre.

## Estado de conservación
No se encuentra bajo ningún estatus de protección.